# Tabanus octulus
Tabanus octulus är en tvåvingeart som beskrevs av Walker 1848. Tabanus octulus ingår i släktet Tabanus och familjen bromsar. Inga underarter finns listade i Catalogue of Life.